# Ramón II de Ribagorza
Ramón II de Ribagorza (? - 970) fue conde de Ribagorza entre el 955 y el 970. Era hijo de Bernardo I de Ribagorza y de Toda Galíndez, hija de Galindo II Aznárez. En 956 impulsó de nuevo el viejo proyecto de su abuelo Ramón I de crear un obispado propio en los condados de la familia. Finalmente consiguió una sede que se estableció en Roda de Isábena pero limitada solo al condado de la Ribagorza, sin el Pallars. Uno de sus hijos fue su obispo.

## Nupcias y descendientes
Se casó con Garsenda de Armañac, hija del conde Guillermo de Armañac. De esta unión nacieron:
- Unifredo de Ribagorza (? - 979), conde de Ribagorza
- Arnaldo de Ribagorza (? - 990), conde de Ribagorza
- Isarno de Ribagorza (? - 1003), conde de Ribagorza
- Ava de Ribagorza (c. 945 - d. 995), casada hacia el 960 con el conde García Fernández de Castilla.
- Toda de Ribagorza (? - 1011), condesa de Ribagorza y casada con Suñer I de Pallars.
- Odisendo de Ribagorza, obispo de Roda

| Predecesor: Bernardo I | Conde de Ribagorza 955-970 | Sucesor: Unifredo I |